# Xã Dover, Quận Vernon, Missouri
Xã Dover (tiếng Anh: Dover Township) là một xã thuộc quận Vernon, tiểu bang Missouri, Hoa Kỳ. Năm 2010, dân số của xã này là 529 người.